# Golly (ソフトウェア)
Gollyは、セルオートマトンのシミュレーション用ソフトウェアである。 Andrew TrevorrowとTomas Rokickiによって開発され、オープンソースライセンスの元無償公開されている 。スクリプト言語としてLua、Pythonを使用することができる。Gollyはハッシュライフと呼ばれるアルゴリズムなどを用い計算量の最適化が図られており、非常に広大なマップでのシミュレーションを可能としている。また、ライフゲームをはじめ、様々な種類のセルオートマトンのルールや、その初期配置のプリセットからなるライブラリも同梱されている。